# Російська система мір

Застарілі російські міри довжини

Російська (московська) система мір — система одиниць вимірювання, яка традиційно використовувалася в Московщині, пізніше в Російській імперії та СРСР до 1924 року. Застосування метричної системи в СРСР стало обов'язковим згідно з постановою РНК СРСР від 21 липня 1925 року.

## Міри довжини
- 1 миля = 7 верст = 7,468 км
- 1 верста = 500 сажнів = 1 066,8 м
- 1 сажень = 3 аршини = 7 футів = 12 п'ядей = 48 вершків = 84 дюйми = 100 соток = 2,1336 м
- 1 аршин = 4 чверті = 28 дюймів = 16 вершків = 71,12 см
- 1 чверть = 1/12 сажня = 1/4 аршина = 4 вершки = 7 дюймів = 177,8 мм[2]
- 1 фут = 12 дюймам = 304,8 мм
- 1 вершок = 1,75 дюйма = 44,45 мм
- 1 дюйм = 10 лініям = 25,4 мм
- 1 сотка = 1/100 сажня = 21,336 мм[2]
- 1 лінія = 10 точкам = 2,54 мм
- 1 пункт = 0,254 мм

## Міри площі
- 1 кв. верста = 250 000 кв. сажнів = 1,1381 км²
- 1 десятина = 2400 кв. саженям = 10 925,4 м² = 1,0925 га
- 1 четь = 1/2 десятини = 1200 кв. сажням = 5462,7 м ² = 0,54627 га.
- 1 осьмина = 1/8 десятини = 300 кв. сажням = 1365,675 м² ≈ 0,137 га.
- 1 кв. сажень = 9 кв. аршинам = 49 кв. футам = 4,5522 м².
- 1 кв. аршин = 256 кв. вершкам = 784 кв. дюймам = 0,5058 м².
- 1 кв. фут = 144 кв. дюймам = 0,0929 м².
- 1 кв. вершок = 19,6958 см².
- 1 кв. дюйм = 100 кв. лініям = 6,4516 см².
- 1 кв. лінія = 1/100 кв. дюйма = 6,4516 мм².

## Міри об'єму
- 1 куб. сажень = 27 куб. аршинам = 343 куб. футам = 9,7127 м³
- 1 куб. аршин = 4096 куб. вершкам = 21 952 куб. дюймам = 359,7288 дм³
- 1 куб. вершок = 5,3594 куб. дюймам = 87,8244 см³
- 1 куб. фут = 1728 куб. дюймам = 28,3168 дм³
- 1 куб. дюйм = 1000 куб. ліній = 16,3871 см³
- 1 куб. лінія = 1/1000 куб. дюйма = 16,3871 мм³

## Міри сипучих тіл («хлібні міри»)
- 1 цебро = 26-30 чвертям
- 1 кадіб (кадь, оков) = 2 половникам = 4 чвертям = 8 осьминам = 839,69 л (= 14 пудам жита = 229,32 кг)
- 1 куль (жито = 9 пудам + 10 фунтам = 151,52 кг) (овес = 6 пудам + 5 фунтам = 100,33 кг)
- 1 полокова, половник = 419,84 л (= 7 пудам жита = 114,66 кг)
- 1 чверть, четь (для сипучих тіл) = 2 осьмінам (півчетвертям) = 4 півосьмінам = 8 четвериків = 64 гарнців

(= 209,912 л (дм³) 1902 р.)
(= 209,66 л 1835 р.)
- 1 осьмина = 4 четверикам = 104,95 л (= 1¾ пуду жита = 28,665 кг)
- 1 півосьмини = 52,48 л
- 1 четверик = 1 міра[3] = 1/8 чверті = 8 гарнців = 26,2387 л

(= 26,239 дм³ (л) (1902 р.))
(= 64 фунтам води = 26,208 л (1835 р.))
- 1 півчетверик = 13,12 л
- 1 четвірка = 6,56 л
- 1 гарнець, малий четверик = 1/4 відра = 1/8 четверика = 12 склянкам = 3,2798 л

(= 3,28 дм³ (л) (1902 р.))
(= 3,276 л (1835 р.))
- 1 півгарнець (пів-малий четверик) = 1 штоф = 6 склянкам = 1,64 л

(Пів-пів-малий четверик = 0,82 л, Пів-пів-пів-малий четверик = 0,41 л)
- 1 склянка = 0,273 л

## Міри рідких тіл («винні міри»)
- 1 бочка = 40 відер = 491,976 л (491,96 л)
- 1 куфа — міра рідини. Одна куфа на Лівобережній Україні дорівнювала 40 відрам горілки або води (XVII—XVIII ст.). Відро київське містило 8,5 л, московське — 12,5 л рідини.[4]
- 1 корчага = 2 відра (близько 25 л.).
- 1 відро = 4 чвертям відра = 10 штофам = 1/40 бочки = 12,29941 л (на 1902 р.). У XVII—XVIII століттях відро київське містило 8,5 л, московське — 12,5 л рідини, а 40 відер = 1 куфа.[4]
- 1 чверть [відра = 1 гарнець = 2,5 штофу = 4 пляшкам для вина = 5 горілча́ним пляшкам = 3,0748 л
- 1 гарнець = 1/4 відра = 12 склянкам
- 1 штоф (ква́рта) = 3 фунтам чистої води = 1/10 відра = 2 горілчаним пляшкам = 10 чаркам = 20 шкаликам = 1,2299 л (1,2285 л)
- 1 винна пляшка = 1/16 відра = 1/4 гарнця = 3 склянкам = 0,68; 0,77 л; 0,7687 л
- 1 горілчана, або пивна пляшка = 1/20 відра = 5 чаркам = 0,615; 0,60 л
- 1 пляшка = 3/40 відра (Указ від 16 вересня 1744 року)
- 1 косушка = 1/40 відра = 1/4 гуртки = 1/4 штофу = 1/2 полуштофа = 1/2 горілчаної пляшки = 5 шкалик = 0,307475 л
- 1 четвертинка = 0,25 л (в даний час)
- 1 склянка = 0,273 л
- 1 четушка = 1/50 відра = 245,98 мл.
- 1 чарка = 1/100 відра = 2 шкаликам = 122,99 мл
- 1 шкалик = 1/200 відра = 61,5 мл

## Міриваги(маси)
- 1 ласт = 6 чвертям = 72 пудам = 1179,36 кг
- 1 чверть вощана = 12 пудам = 196,56 кг
- 1 берковець = 10 пудам = 400 гривням (великим гривенкам, фунтам) = 800 гривенкам = 163,8 кг
- 1 контар = 40,95 кг
- 1 пуд = 40 великим гривенкам або 40 фунтам = 80 малим гривенкам = 16 безмінам = 1280 лотам = 16,380496 кг
- 1 півпуда = 8,19 кг
- 1 батман = 10 фунтам = 4,095 кг
- 1 безмен = 5 малим гривенкам = 1/16 пуда = 1,022 кг
- 1 півбезмін = 0,511 кг
- 1 велика гривенка, гривня, (пізніше — фунт) = 1/40 пуду = 2 малим гривенкам = 4 півгривенкам = 32 лотам = 96 золотникам = 9216 часткам = 409,5 г (11—15 ст.).
- 1 фунт = 1/40 пуда = 32 лотам = 96 золотникам = 9216 часткам
- 1 фунт = 0,4095124 кг (з 1899 року)
- 1 гривенка мала = 2 полугривенкам = 48 золотникам = 1200 почкам = 4800 пирогам = 204,8 г
- 1 півгривенок = 102,4 г

Застосовувалися також: 1 лібра = 3/4 фунта = 307,1 г; 1 ансир = 546 г, не отримав широкого розповсюдження
- 1 лот = 3 золотникам = 288 часткам = 12,79726 г
- 1 золотник = 96 часткам = 4,265754 г
- 1 золотник = 25 почкам (до 18 ст.)
- 1 частка = 1/96 золотника = 44,43494 мг

З 13 по 18 ст. вживалися такі міри ваги, як почка і пиріг:
- 1 почка = 1/25 золотника = 171 мг
- 1 пиріг = 1/4 почки = 43 мг

## Міриваги(маси)аптекарськіі тройські
Аптекарська вага — система мір маси, яка вживалась при зважуванні ліків до 1927 р.
(Відрізняється від англійської системи мір)
- 1 фунт = 12 унцій = 358,323 г
- 1 унція = 8 драхм = 29,860 г
- 1 драхма = 1/8 унції = 3 скрупула = 3,732 г
- 1 скрупул = 1/3 драхми = 20 гранів = 1,244 г
- 1 гран = 62,209 мг

## Інші одиниці вимірювання
- Десть — одиниця рахунку, дорівнює 24 аркушам паперу[5].
- Пішак — від 0,5 до 5 га[6].